# Gli amori son finestre
Gli amori son finestre è il secondo album live del cantante italiano Mango, pubblicato nel 2009 e facente parte dell'Acchiappanuvole Tour.
L'album contiene 29 tracce divise in due CD, compresi due inediti ed una poesia recitata dall'attore Flavio Insinna, dal titolo appunto Gli amori son finestre.
La copertina raffigura la Flora, opera di Francesco Melzi.

## Disco 1
1. E poi di nuovo la notte (inedito) - 4:28
2. Contro tutti i pronostici (inedito) - 4:37
3. Gli amori son finestre (poesia con voce narrante di Flavio Insinna) - 1:46
4. Intro - 1:44
5. Pride (cover degli U2) - 3:37
6. Luce (cover di Elisa)
7. La canzone dell'amore perduto (cover di Fabrizio De Andrè) - 3:49
8. Amore bello (cover di Claudio Baglioni) - 4:57
9. Mediterraneo - 4:03
10. Dio mio no (cover di Lucio Battisti) - 4:11
11. La rosa dell'inverno - 5:28
12. Lei verrà - 7:21
13. Come Monna Lisa - 5:10
14. La stagione dell'amore (cover di Franco Battiato) - 4:04
15. Bella d'estate - 5:36

## Disco 2
1. Australia - 3:58
2. Chissà dove te ne vai (cover di Giorgio Gaber) - 5:05
3. Quando (cover di Pino Daniele) - 4:16
4. Il dicembre degli aranci - 3:22
5. Ti porto in Africa - 5:17
6. Love (cover di John Lennon) - 3:37
7. Come l'acqua - 6:40
8. Sirtaki - 5:32
9. Amore per te - 4:18
10. Sentirti - 3:03
11. Oro - 5:05
12. Chissà se nevica - 4:12
13. I migliori anni della nostra vita (cover di Renato Zero) - 4:23
14. La rondine - 8:42

## Classifiche
| Classifica | Posizione massima |
| ---------- | ----------------- |
| Italia     | 23                |